# Seniorenkonvent Ghendt
Het SeniorenKonvent Ghendt is een overkoepelende organisatie aan de Universiteit Gent van Gentse regionale studentenclubs.
Het SK werd opgericht in het academiejaar 1934-1935 onder impuls van Rick Wyckmans, die de eerste twee werkingsjaren voorzitter was. Oorspronkelijk was het SK Ghendt een overkoepeling voor regionale clubs, maar na drie decennia kwamen er geleidelijk aan ook enkele hogeschoolverenigingen bij. Sinds de jaren 90 werden ook andere verenigingen toegelaten als lidvereniging. Voor de dagelijkse werking wordt het SeniorenKonvent wordt dan ook onderverdeeld in het SK UGent en SK HOBU (Hoger Onderwijs Buiten UGent). De regionale clubs vallen onder SK UGent, de hogeschoolverenigingen en andere horen bij SK HOBU. 
De voorzitter van het SK wordt Senior Seniorum genoemd. Het praesidium van het SK wordt ook wel DB (Dagelijks Bestuur) genoemd, en wordt jaarlijks verkozen uit de praesidiumleden van de aangesloten clubs. 
Het DB houdt wekelijks een vergadering met de seniores van de clubs. Deze vergadering wordt de RS-vergadering (Raad der Senioren) genoemd.
Het SK staat in voor de organisatie van de jaarlijkse Gravensteenfeesten en de Massacantus (samen met het FaculteitenKonvent (FK) en HomeKonvent (HK)). Verder organiseert het SK sportactiviteiten, cantussen en andere studentikoze activiteiten. Ook worden opleidende en informerende activiteiten ingericht: cantoravonden, de schachtenkonventen, de zangavonden, modelcantussen en meer.
Huidig televisiepresentator Mark Uytterhoeven, pro-senior van De Dijlebrassers, was in het academiejaar 1977-1978 Senior Seniorum van het SK Ghendt. Andere bekende oud-voorzitters waren onder andere Minister van Staat Herman Vanderpoorten (Antwerpen Boven), oud-parlementslid Frans Verberckmoes (Scaldis) en kinderoncoloog dr. Yves Benoit (Gavergild). Ook Mimi Smith (als eerste vrouwelijke bestuurslid) en acteur Werther Vander Sarren bekleedden een bestuurspost. 
Hector Cosaert (Moeder Westlandia) werd drie maal verkozen tot Senior Seniorum en werd daarom bedacht met de bijnaam 'Hector Hectorum'.

## Clubs
SeniorenKonvent Universiteit Gent (regionale clubs):
Antwerpse Gilde met Regio: 
- Antwerpen Boven: Antwerpen
- Boomse Baksteen (BB): Boom (geen werking meer)
- Rugcam: Antwerpse Kempen (geen werking meer)

Brabantse Gilde met Regio: 
- De Dijlebrassers: Mechelen & Leuven
- Payottenland: Pajottenland (geen werking meer)
- Roodgroengilde: Brussel (geen werking meer)

Limburgse Gilde met Regio:
- Limburgia: Limburg

Oost-Vlaamse Gilde met Regio: 
- De Geeraard: Geraardsbergen
- Laetitia: Oudenaarde & Ronse
- Moeder Domper: Ninove
- Moeder Egmont: Zottegem
- Moeder Meetjesland: Meetjesland
- Moeder Oilsjterse: Mannenclub uit Aalst
- Scaldis: Arrondissement Dendermonde
- 't Stropke: Gent
- Vader Aalsterse: Vrouwenclub uit Aalst (geen werking meer)
- Wase Club Gent: Waasland
- Deinze Universitaire Kring (DUK): Deinze (geen werking meer)

West-Vlaamse gilde met Regio:
- Brugse Universitaire Kring (B.U.K.): Brugge
- Deliria: Torhout, Ichtegem, Lichtervelde
- HSC Dionysus: Oostende
- Internia: Tielt, Lichtervelde
- Rodenbach: Roeselare
- Sd'A Gent: Kortrijk
- Moeder Westlandia: Ieper - Veurne - Poperinge - Diksmuide
- HSC 't Wielke: Menen-Waregem (geen werking meer)
- Moeder Kortrijkse: Kortrijk (geen werking meer)
- Tieltsche Club/Tieltse Universitaire Kring: Tielt (geen werking meer)
- Zuid-West-Vlaamse (ZWV): Zuid-West-Vlaanderen (geen werking meer)

SeniorenKonvent HOBU:
Hogeschoolverenigingen met Studierichting: 
- Abnormalia: Bachelor Lerarenopleiding en Pedagogie van het jonge kind (Arteveldehogeschool)
- Aphonia: Studenten Paramedici (HoGent)
- Archein: (Interieur-)Architectuur (KU Leuven)
- Gutenberg: Bachelor in de Grafische en Digitale Media (Arteveldehogeschool)
- Harmonia: Bachelor Sociaal Werk en Orthopedagogie (HoGent)
- Hortecta: Departement Biowetenschappen, Landschapsarchitectuur en Interieurvormgeving (HoGent)
- Moeder KILA: Industrieel ingenieur en bachelor bij Odisee
- Mega: Bachelors aan het Kaho Sint Lieven
- Pihonia: Bedrijfsmanagement (HoGent)
- HSC Salmonella: aan de faculteiten DBT, DBO en DIT aan de HoGent

Andere verenigingen:
- Ideefix: caféclub van 't Kofschip
- Moeder Malheur: caféclub van de Père Total (geen werking meer)